# Gertraud Wolf
Martha Gertraud Wolf (* 22. August 1878 in Dresden; † 15. März 1961 in München) war eine deutsche Volkswirtin und Politikerin (BMP, DVP). In der Zeit der Weimarer Republik war sie Mitglied des Bayerischen Landtags von 1920 bis 1924 und von 1930 bis 1932.

## Leben und Politik
Wolf war Gutsbesitzerin und wohnte in Abertshausen bei Obersöchering. Sie wurde 1915 in Volkswirtschaftslehre promoviert und veröffentlichte bis 1921 einige Schriften zu Frauen im Berufsleben. Bei den bayerischen Landtagswahlen am 6. Juni 1920 kandidierte sie im Stimmkreis Berchtesgaden-Lauf, Traunstein-Prien, München III, IV, IX, X, Landsberg-Schongau, Starnberg-Weilheim, Garmisch/Oberbayern erfolgreich für die Bayerische Mittelpartei (BMP). Auch im Landtag, wo sie unter anderem gleichen Lohn für gleiche Arbeit forderte, waren berufstätige Frauen ein besonderes Anliegen Wolfs. In dieser Wahlperiode gehörte sie dem Ausschuss zur Untersuchung des Vorwurfs gegen Organe der Polizeidirektion München wegen Organisation zur gewaltsamen Beseitigung von Menschen an.
Mit Elsa Matz nahm Wolf 1926 an einem Kongress der International Alliance of Women (IAW, Weltbund für Frauenstimmrecht) in Paris teil. Überschattet wurde die Teilnahme durch eine Auseinandersetzung mit liberalen Teilnehmerinnen über die irrtümlich gehisste Flagge des deutschen Kaiserreichs.
Ein zweites Mal zog Wolf für die Deutsche Volkspartei am 29. Januar 1930 in den Landtag als Nachfolgerin des ausgeschiedenen Eduard Nortz ein. Dort setzte sie sich für Mädchenschulen und Jugendschutz vor Tabak und Alkohol ein. In einem Beitrag hatte sie 1928 „Mehr Milch“ gefordert.
Von 1932 bis 1934 war Gertraud Wolf Vorsitzende des Stadtbund Münchner Frauenvereine, der als Dachverband für Vereine für unterschiedlichste Fraueninteressen agierte.
Gertraud Wolf verstarb am 15. März 1961 in München.

## Schriften
- Statistik des Frauenerwerbs in zwanzig Ländern. (Dissertation) Beck, München 1915.
- Der Frauenerwerb in den Hauptkulturstaaten. Nach amtlichen statistischen Quellen. Beck, München 1916.
- Die Frau in der bayerischen Kriegsindustrie nach einer amtlichen Erhebung aus dem Jahre 1917. Lindauer, München 1920.
- Frauenberufsfragen und Politik. Staatspolitischer Verlag, Berlin 1921.